# Ramón Alberto Rolón Güepsa
Ramón Alberto Rolón Güepsa (Arboledas, Norte de Santander, Colombia, 28 de febrero de 1959) es un obispo colombiano, científico religioso, filósofo y teólogo. Es, desde el 6 de junio de 2025, obispo de Chiquinquirá.

## Biografía
Nacido en Arboledas de la Región Norte de Santander, el día 28 de febrero de 1959.
Es hijo de Rito Julio Rolón y María Inés Güepsa. 
Realizó primaria y secundaria en su pueblo natal y estudió Filosofía y Teología en el Seminario Mayor Santo Tomas de Aquino en Pamplona.
Luego asistió a la Universidad Santo Tomás donde se licenció en Filosofía y Ciencias religiosas y después se trasladó a Italia para realizar cursos de especialización en la Pontificia Universidad Gregoriana de Roma.
A su regreso fue ordenado sacerdote en su pueblo, el día 1 de diciembre de 1984, por el cardenal Mario Revollo Bravo.
Tras su ordenación ha ejercido su ministerio pastoral en las parroquias de San Juan Bautista de Chinácota y San José de Mutiscua, en los seminarios Mayor y Menor de Pamplona. Y también ha sido miembro del Colegio de Consultores y de los Consejos Presbiteral y de Asuntos Económicos de la Arquidiócesis de Nueva Pamplona.
Actualmente, el 27 de octubre de 2012 fue nombrado por Su Santidad el Papa Benedicto XVI como nuevo Obispo de la Diócesis de Montería, en sustitución de monseñor Julio Cesar Vidal Ortiz.
Recibió la consagración episcopal en la Catedral de Santa Clara de Pamplona el 1 de diciembre del mismo año, a manos del Arzobispo Metropolitano monseñor Luis Madrid Merlano actuando de consagrador principal y tuvo como co-consagrantes al Arzobispo de Cartagena de Indias monseñor Jorge Enrique Jiménez Carvajal C.I.M. y al Arzobispo de Bucaramanga monseñor Ismael Rueda Sierra.
Tomó posesión oficial como Obispo de Montería el día 15 de diciembre, durante una eucaristía celebrada en la catedral diocesana.